# Karen (đười ươi)
Karen (sinh ngày 11 tháng 6 năm 1992), là một con đười ươi Sumatra (Pongo abelii). Vào ngày 27 tháng 8 năm 1994 tại Sở thú San Diego, Karen trở thành con đười ươi đầu tiên được phẫu thuật tim hở.
Có nhiều mối lo ngại về nguy cơ tuyệt chủng của loài đười ươi Sumatra tại thời điểm việc phẫu thuật tim hở đang được thực hiện rộng rãi ở trẻ sơ sinh. Thông qua sự hợp tác, phối hợp giữa Sở thú San Diego và Viện sức khỏe San Diego, Đại học California, kế hoạch hồi phục lại lỗ hổng lớn giữa hai nhĩ trong tim của con đười ươi Karen hai tuổi nhanh chóng được thực thi. Trong quá trình phẫu thuật và chăm sóc, có sự tham gia hợp tác của hơn 100 tình nguyện viên. Kết quả, ca phẫu thuật thành công mỹ mãn và được công bố rộng rãi trên nhiều phương tiện truyền thông đại chúng. Karen cũng nhận được nhiều sự chú ý từ cộng đồng quốc tế và trở thành đối tượng yêu thích mỗi khi các du khách đến tham quan vườn thú.
Karen là chủ đề của một cuốn sách của Georgeanne Irvine mang tên Karen's Heart: The True Story of a Brave Baby Orangutan, được xuất bản bởi Blue Sneaker Press năm 2018.

## Bối cảnh
Đười ươi Sumatra hoang dã đang bị đe dọa nghiêm trọng. Vào những năm 1970, nhà nghiên cứu bệnh học đến từ Viện sức khỏe San Diego, Đại học California, Kurt Benirschke, đã thuyết phục các ủy viên sở thú thành lập một bộ phận nghiên cứu ngay tại trung tâm cơ sở nhằm tái nhân giống những loài có nguy cơ tuyệt chủng. Chính ông lãnh đạo, cung cấp sự hợp tác cần thiết giữa trường đại học và sở thú.
Đười ươi và trái tim con người có nhiều điểm tương đồng. Ngoài ra, việc phẫu thuật tim hở cũng là một thói quen thường thấy ở trẻ sơ sinh.

## Những năm đầu đời
Karen, còn được gọi là "Kare-Bear", là một con đười ươi Sumatra chào đời tại vườn thú San Diego vào ngày 11 tháng 6 năm 1992 với mẹ Karta chín tuổi và cha Otis.
Trong vòng 15 năm kể từ sau năm 1995, Karta mất sáu đứa con sơ sinh. Các quan sát chỉ ra rằng vấn đề chính nằm ở núm vú nhỏ của nó. Hậu quả, những đứa con của nó chết lưu hoặc không thể bám vào núm vú dẫn đến sụt cân, suy dinh dưỡng.
Những người bảo vệ vườn thú quan sát thấy Karen không được mẹ cho bú trong vài ngày đầu đời. Họ quyết địch tách nó khỏi Karta. Sau đó, họ trả lại nó cho Karta nhưng chẳng có gì thay đổi. Lần này, những người bảo vệ quyết định sẽ tự nuôi Karen. Karta sau đó được chuyển đến Sở thú Adelaide vào tháng 11 năm 1992 và Karen được nhận nuôi bởi một con đười ươi khác có tên Josephine.
Khi lên hai, trong một buổi kiểm tra sức khỏe, các bác sĩ phát hiện có những tiếng róc rách bên trong lồng ngực của Karen. Chẩn đoán ban đầu xác định nguyên nhân có thể là do tốc độ phát triển của cơ thể chưa phù hợp. Tuy nhiên, các xét nghiệm sau đó đã xác nhận rằng có một lỗ nhỏ cỡ đồng xu giữa nhĩ trái và nhĩ phải của con đười ươi này. Vào thời điểm đó, Karen nặng 22 pound (10,0 kg) và các bác sĩ khẳng định rằng nó sẽ chết nếu không được phẫu thuật kịp thời.

## Ca phẫu thuật
Một nhóm phẫu thuật do bác sĩ phẫu thuật tim mạch Stuart W. Jamieson từ UCSD dẫn đầu đã tiến hành phẫu thuật bằng cách mở ngực và tim của Karen rồi sau đó khâu chiếc lỗ giữa hai tâm nhĩ nhằm đóng nó lại. Tuy có một số thay đổi về cấu trúc giữa thành ngực của Karen và của con người, nhưng khi ê kíp mổ vào bên trong khoang ngực, họ cảm thấy quen thuộc một cách kỳ lạ. Toàn bộ quy trình có sự tham gia hợp tác của một số bác sĩ phẫu thuật, y tá, bác sĩ gây mê, kỹ thuật viên y tế, bác sĩ thú y cùng người coi sóc vườn thú. Cuộc phẫu thuật kéo dài bảy tiếng đồng hồ. Bác sĩ Jamieson hồ hởi kể lại: "Nếu Karen là con người, tôi sẽ nói với bố mẹ của nó rằng mọi thứ đều ổn, và tiên lượng của nó rất tuyệt vời". Sau cuộc phẫu thuật, Karen trở thành con đười ươi đầu tiên được phẫu thuật tim hở.
Sau ca phẫu thuật, các bác sĩ dặn dò phải phối hợp chăm sóc Karen một cách cẩn thận. Có hơn 100 tình nguyện viên sau đó đã tham gia vào công việc này. Mặc dù bị biến chứng ở phổi, nhưng nó đã vượt qua thành công và sống khỏe mạnh để có mặt trên tiêu đề nhiều tờ báo, nhận được nhiều tấm thiệp chúc mừng từ khắp mọi nơi trên thế giới.

## Cuộc sống sau phẫu thuật
Karen sau đó đã trở thành một đối tượng được yêu thích bởi khách tham quan vườn thú. Nó được mô tả là "bướng bỉnh và ngang ngạnh, giống hệt như mẹ", cùng vài động tác tương tự, đặc trưng khác, khi thích lăn lộn hơn đi bộ.
Mặc dù không thường xuyên ở cùng nhau, Karen, giống như một số đười ươi khác vẫn có thể sống hòa hợp với loài vượn mực.
Một cuốn sách về Karen đã được xuất bản vào năm 2018, có tựa đề Karen's Heart: The True Story of a Brave Baby Orangutan.